# Hunger Games (franchise)

Logo del franchise

Hunger Games (The Hunger Games) è un media franchise basato sull'omonima serie letteraria scritta da Suzanne Collins, è ambientato in un futuro distopico postapocalittico.
Tra il cast di attori della serie figurano Jennifer Lawrence nel ruolo di Katniss Everdeen, Josh Hutcherson nel ruolo di Peeta Mellark, Liam Hemsworth nel ruolo di Gale Hawthorne, Woody Harrelson nel ruolo di Haymitch Abernathy, Elizabeth Banks nel ruolo di Effie Trinket, Stanley Tucci nel ruolo di Caesar Flickerman, e Donald Sutherland nel ruolo del Presidente Snow. Nei film prequel Tom Blyth interpreta Coriolanus Snow insieme a Rachel Zegler nel ruolo di Lucy Gray Baird.

## Film
| Film                                                   | Data di uscita   | Regia            | Sceneggiatura                              | Produttori                                    |
| Serie originale                                        | Serie originale  | Serie originale  | Serie originale                            | Serie originale                               |
| ------------------------------------------------------ | ---------------- | ---------------- | ------------------------------------------ | --------------------------------------------- |
| Hunger Games                                           | 23 marzo 2012    | Gary Ross        | Gary Ross, Suzanne Collins, Billy Ray      | Nina Jacobson, Jon Kilik                      |
| Hunger Games - La ragazza di fuoco                     | 22 novembre 2013 | Francis Lawrence | Michael deBruyn, Simon Beaufoy             | Nina Jacobson, Jon Kilik                      |
| Hunger Games - Il canto della rivolta - Parte 1        | 21 novembre 2014 | Francis Lawrence | Suzanne Collins, Danny Strong, Peter Craig | Nina Jacobson, Jon Kilik                      |
| Hunger Games - Il canto della rivolta - Parte 2        | 19 novembre 2015 | Francis Lawrence | Suzanne Collins, Danny Strong, Peter Craig | Nina Jacobson, Jon Kilik                      |
| Serie prequel                                          |                  |                  |                                            |                                               |
| Hunger Games - La ballata dell'usignolo e del serpente | 17 novembre 2023 | Francis Lawrence | Michael Lesslie, Michael Arndt             | Francis Lawrence, Nina Jacobson, Brad Simpson |
| Hunger Games - L'alba sulla mietitura                  | 20 novembre 2026 | Francis Lawrence | Danny Strong, Stephen Shields              | Brad Simpson, Nina Jacobson                   |

### Serie originale

#### Hunger Games(2012)
Nel marzo 2009, Lions Gate Entertainment (nota come Lionsgate) stipulò un accordo di co-produzione per Hunger Games con la società di produzione di Nina Jacobson, Color Force, che aveva acquisito i diritti di distribuzione mondiale del romanzo poche settimane prima, per una cifra riportata di 200.000 dollari. Allison Shearmur e Jim Miller, rispettivamente presidente e vicepresidente senior della produzione cinematografica di Lionsgate, supervisionarono la produzione del film, definendolo "una proprietà incredibile... un'emozione da portare a casa a Lionsgate". Lo studio, che non realizzava profitti da cinque anni, tagliò i budget di altre produzioni e vendette beni per assicurarsi un finanziamento di 88 milioni di dollari per il film. L'agente di Suzanne Collins, Jason Dravis, commentò che "loro [Lionsgate] avevano tutti tranne il cameriere che ci chiamava" per garantire il franchising. Successivamente, Lionsgate ottenne agevolazioni fiscali per 8 milioni di dollari scegliendo di girare il film in Carolina del Nord. Tra i registi presi in considerazione figuravano Gary Ross, Sam Mendes, David Slade, Andrew Adamson, Susanna White, Rupert Sanders e Francis Lawrence, ma alla fine, nel novembre 2010, fu annunciato che Ross avrebbe diretto il film. Ross si interessò al progetto dopo che il suo agente gli comunicò che un adattamento cinematografico di Hunger Games era in fase di sviluppo; avendo sentito parlare del romanzo grazie ai figli che lo leggevano, Ross lo lesse rapidamente e chiamò il suo agente per dirle che voleva quel lavoro.

### Serie prequel

#### Hunger Games - La ballata dell'usignolo e del serpente(2023)
Nel mese di dicembre 2015 è stato confermato dalla Lionsgate che c'è l'intenzione di creare un prequel e un sequel della saga, nel quale verranno coinvolti anche alcuni personaggi dei precedenti film.
Nel mese di maggio 2020 è stato pubblicato da Suzanne Collins, il libro prequel/spin-off intitolato Ballata dell'usignolo e del serpente ambientato sessantacinque anni prima rispetto alle vicende della serie originale e racconta il trascorso giovanile di Coriolanus Snow, futuro presidente di Panem.
Nell'aprile 2020, Collins e Lionsgate hanno confermato che erano in corso gli incontri per lo sviluppo del film. È stato confermato il regista Francis Lawrence dopo il suo successo con la trilogia di Hunger Games. Lo sceneggiatore sarà Michael Arndt, con Nina Jacobson e l'autrice Suzanne Collins come produttori. Nell'aprile 2022 è stato annunciato al CinemaCom di Las Vegas che uscirà nelle sale cinematografiche statunitensi il 17 novembre 2023.
L'adattamento cinematografico del libro è uscito nel mese di novembre 2023 nei cinema italiani ed esteri. Il film Hunger Games - La ballata dell'usignolo e del serpente ha come regista Francis Lawrence (regista anche degli altri film relativi alla serie di Hunger Games). Lo sceneggiatore è Michael Arndt, con Nina Jacobson e l'autrice Suzanne Collins come produttori.

#### Hunger Games - L'alba sulla mietitura(2026)
Il 6 giugno 2024 è stato annunciato un nuovo libro e un nuovo film, dal titolo Hunger Games - L'alba sulla mietitura (The Hunger Games: Sunrise On The Reaping), ambientato durante il 2° Quarter Quell del mondo di Panem, 40 anni dopo gli eventi de La ballata dell'usignolo e del serpente e 24 anni prima del 74° Hunger Games. Il libro uscirà il 18 marzo 2025 mentre il film ne uscirà il 20 novembre 2026. Il regista Francis Lawrence, che ha diretto i quattro film precedenti, è entrato in trattative per dirigere il film. La regia di Lawrence viene confermata nel dicembre 2024.
Nel mese di aprile 2025, vengono annunciati i primi membri del cast: Joseph Zada sarà Haymitch Abernathy, Whitney Peak interpreterà Lenore Dove, Maysilee Donner sarà interpretata da Mckenna Grace e Jesse Plemons sarà Plutarch Heavensbee.

## Personaggi e interpreti
Questa sezione include i personaggi che sono apparsi nella serie:
- La cella vuota e grigia scura indica che il personaggio non è presente nel film.
- A indica un'apparizione attraverso filmati o audio d'archivio.
- C indica un cameo.
- V indica un ruolo solo vocale.
- Y indica una versione più giovane del personaggio.

| Personaggio        | Serie originale   | Serie originale                    | Serie originale                                 | Serie originale                                 | Serie prequel                                          | Serie prequel                         |
| Personaggio        | Hunger Games      | Hunger Games - La ragazza di fuoco | Hunger Games - Il canto della rivolta - Parte 1 | Hunger Games - Il canto della rivolta - Parte 2 | Hunger Games - La ballata dell'usignolo e del serpente | Hunger Games - L'alba sulla mietitura |
| ------------------ | ----------------- | ---------------------------------- | ----------------------------------------------- | ----------------------------------------------- | ------------------------------------------------------ | ------------------------------------- |
| Coriolanus Snow    | Donald Sutherland | Donald Sutherland                  | Donald Sutherland                               | Donald Sutherland                               | Tom BlythDexter Sol AnsellYDonald SutherlandAVC        | Ralph Fiennes                         |
| Katniss Everdeen   | Jennifer Lawrence | Jennifer Lawrence                  | Jennifer Lawrence                               | Jennifer Lawrence                               |                                                        |                                       |
| Peeta Mellark      | Josh Hutcherson   | Josh Hutcherson                    | Josh Hutcherson                                 | Josh Hutcherson                                 |                                                        |                                       |
| Gale Hawthorne     | Liam Hemsworth    | Liam Hemsworth                     | Liam Hemsworth                                  | Liam Hemsworth                                  |                                                        |                                       |
| Haymitch Abernathy | Woody Harrelson   | Woody Harrelson                    | Woody Harrelson                                 | Woody Harrelson                                 |                                                        |                                       |
| Effie Trinket      | Elizabeth Banks   | Elizabeth Banks                    | Elizabeth Banks                                 | Elizabeth Banks                                 |                                                        |                                       |
| Caesar Flickerman  | Stanley Tucci     | Stanley Tucci                      | Stanley Tucci                                   | Stanley Tucci                                   |                                                        |                                       |
| Primrose Everdeen  | Willow Shields    | Willow Shields                     | Willow Shields                                  | Willow Shields                                  |                                                        |                                       |
| Mrs. Everdeen      | Paula Malcomson   | Paula Malcomson                    | Paula Malcomson                                 | Paula Malcomson                                 |                                                        |                                       |